# Isched-Baum
Der Isched-Baum ist ein heiliger Baum in der ägyptischen Mythologie. Wie die Sykomore war der Isched-Baum mit dem Sonnengott und dem Horizont verbunden.

## Der Baum im alten Ägypten
Im alten Ägypten waren Bäume eine Seltenheit. Zu den vorkommenden Arten gehörten Akazie, Tamariske, Dattel- und Doumpalmen sowie die Sykomore, die Maulbeer-Feige. Der Baum an sich war somit etwas Besonderes und war vermutlich deshalb eng mit verschiedenen Gottheiten verknüpft.
Zu der Frage, um welche Baumart es sich bei dem Isched-Baum handelt, gibt es unterschiedliche Hypothesen. Den Darstellungen zufolge ist es ein Laubbaum, der jedoch nicht näher bezeichnet ist. Ian Shaw und Paul Nicholson geben den Persea-Baum an, während Rainer Hannig den Schwarzen Brustbeerbaum, den ägyptischen Myrobalanenbaum oder den ägyptischen Balanitesbaum in Erwägung zieht.

## Der Isched-Baum in der Mythologie
Verbunden ist der Isched-Baum sowohl mit dem Sonnengott Re als auch mit den Gottheiten der Schreibkünste, Seschat und Thot. Aber auch andere Götter wie Re-Harachte, Ptah, Sachmet, Atum oder Amun wurden zusammen mit dem Baum dargestellt. In Verbindung mit Bäumen allgemein waren dies die Göttinnen Nut und Hathor.
Der Isched-Baum galt als „der heilige Isched im Obeliskenhaus zu Heliopolis“, der Stadt des Sonnengottes. So soll Re nach dem Sieg über seine Feinde an einem Morgen den Isched-Baum gespalten haben, was als Metapher für das Öffnen des Horizonttores und den Sonnenaufgang gilt. In Spruch 17 des altägyptischen Totenbuches heißt es:
„Ich bin jener große Kater, der den Isched-Baum neben sich gespalten hat in Heliopolis in jener Nacht des Kampfes, der Einsperrung der Rebellen, an jenem Tag, an dem man die Feinde des Allherren vernichtet.“
In der 18. Dynastie gelangte der Isched-Baum zur Bedeutung eines Lebensbaumes, da Seschat auf die Blätter des Baumes die Namen und Regierungsjahre der Könige (Pharaonen) schrieb und damit die Zeit deren Herrschaft unter den Schutz der Götter gestellt wurde.

## Darstellungen des Isched-Baumes

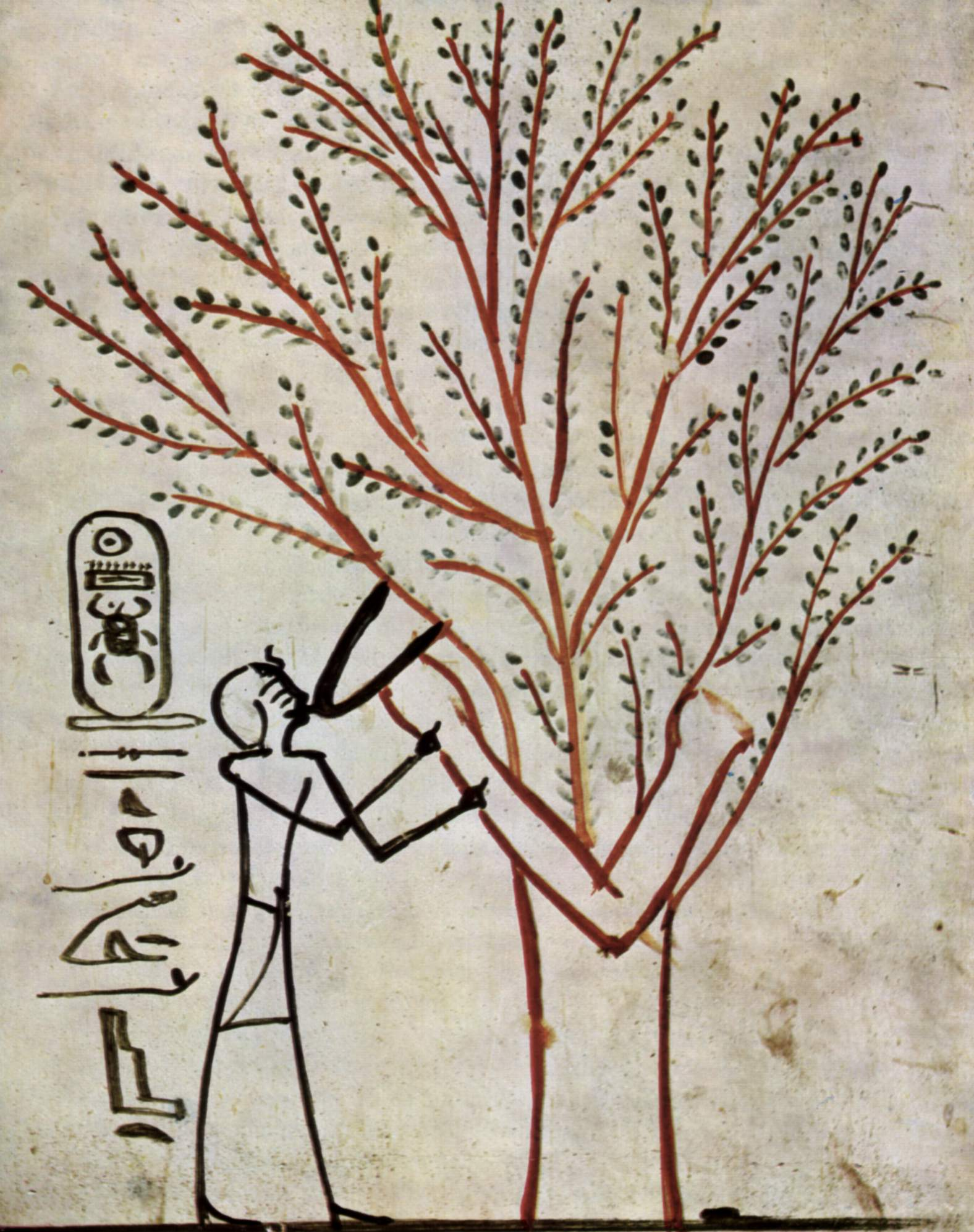
Thutmosis III. wird vom Heiligen Baum gesäugt

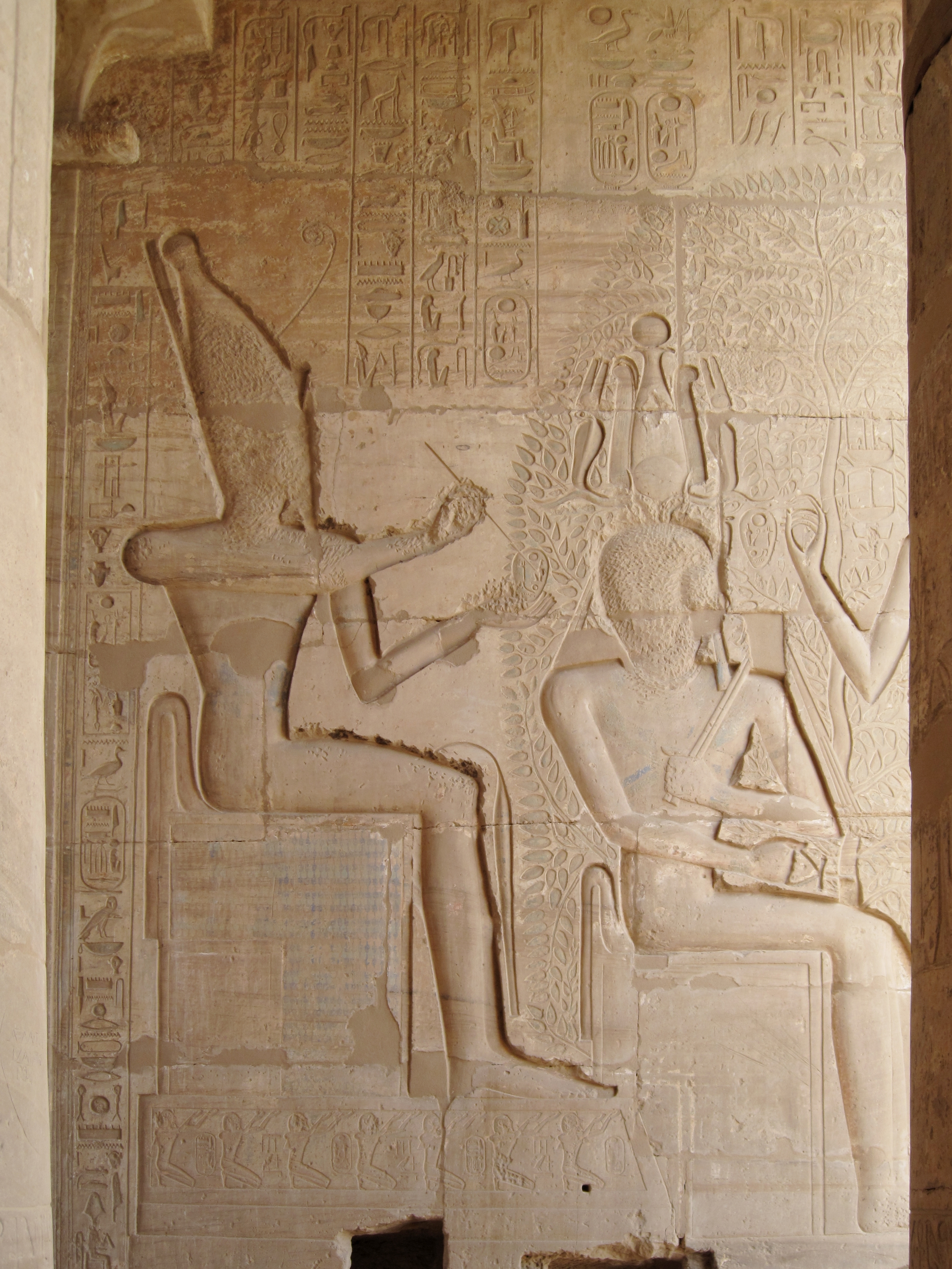
Ramses II. hinter dem Isched-Baum

Das Grab Thutmosis III. im Tal der Könige, KV34, enthält eine Zeichnung, die den König zeigt, wie er von dem Isched-Baum gesäugt wird.
Nicht nur in der 18. Dynastie (Neues Reich) war der Isched-Baum ein beliebtes Motiv, sondern auch für die Tempeldekoration in der Ramessidenzeit oder späteren Jahren. So zeigt ein Deckenrelief der sogenannten „Neujahrkapelle“ im Tempel von Dendera zwei Isched-Bäume je seitlich der aufgehenden Sonne. Auch im Tempel von Edfu finden sich Darstellungen des „heiligen Ischedbaumes zur Seite des Re im Horizont der Ewigkeit“. In Bezug auf das Osiris-Grab tritt der Isched-Baum ebenfalls in Erscheinung.